# Prochromadorella arabica
Prochromadorella arabica is een rondwormensoort uit de familie van de Chromadoridae. De wetenschappelijke naam van de soort is voor het eerst geldig gepubliceerd in 1890 door Cobb.